# Smečka

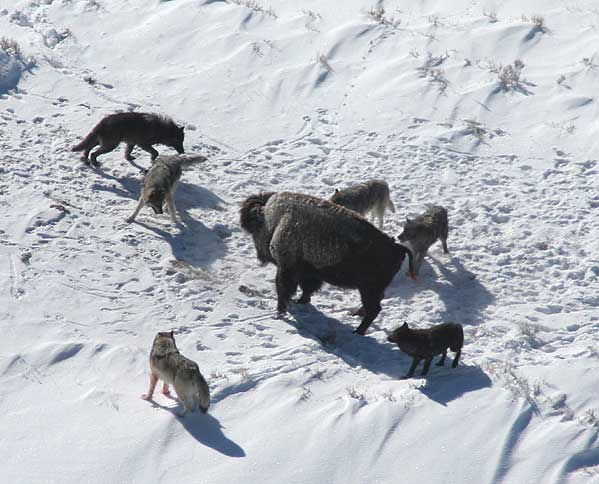
Útočící vlčí smečka

Smečka je lovící houf šelem (např. vlků, psů, lvů), případně jiných predátorů (žraloků aj.).

## Další pojmenování skupin živočichů
- hejno – větší seskupení živočichů, zejména ptáků či jiných létavých živočichů (netopýrů, kobylek, komárů) a ryb; zdrobněle hejnko (slovo „hejno“, staročesky „hajno“ lze nejspíše odvozovat od označení pro křik sdružených ptáků[1]);
- houf – seskupení např. ptáků (odtud sloveso houfovat se); zdrobněle houfec, houfek;[1]
- kolonie – soubor organismů (zpravidla téhož druhu) žijících společně kvůli potravě, rozmnožování a obraně (např. v souvislosti s ptačím hnízdištěm, shlukem bakterií aj.);
- krdel – nářeční výraz pro skupinu živočichů (stádo, hejno);[1]
- láj – starý český výraz pro velkou skupinu ptáků, např. hus;[1]
- roj – skupina či společenstvo hmyzu (zejm. včel, vos, mravenců);
- stádo – seskupený větší počet živočichů (nejčastěji kopytníků, např. krav, koní, žiraf; jindy např. slonů, velryb, mrožů aj.);
- šik – uspořádaná skupina letících ptáků;
- tlupa – skupina primátů.

## Přenesený význam
- Ve skautingu se slovo smečka užívá k označení dílčí části skautské organizace, jež sdružuje nejmladší skauty (tzv. vlčata) a skautky (tzv. světlušky).
- Během 2. světové války byly pojmem smečka označovány např. vojenské jednotky německého válečného námořnictva složené ze skupin ponorek (popř. dalších pomocných a podpůrných hladinových plavidel).